# IC 838
IC 838 је спирална галаксија у сазвјежђу Береникина коса која се налази на листи објеката дубоког неба у Индекс каталогу.
Деклинација објекта је + 26° 25' 34" а ректасцензија 12h 58m 13,9s. Привидна величина (магнитуда) објекта IC 838 износи 15,1 а фотографска магнитуда 15,9. IC 838 је још познат и под ознакама NGC 4849A, MCG 5-31-43, DFOT 198, PGC 44444.